# 여의도공원
여의도공원(汝矣島公園)은 서울특별시 영등포구 여의도동에 있는 공원이다. 면적은 약 23만m2이다. 이 공원은 자연생태의 숲, 잔디마당, 한국 전통의 숲, 문화의 마당 등으로 이루어져 있다.

## 역사
여의도에는 활주로와 여의도비행장이 있었으며 광복 이후 1949년부터 공군 기지로 쓰였다.
1970년대 한강 일대를 개발하면서 여의도를 상업 지구로 만들려는 계획이 있었으나, 박정희 대통령의 지시로 기존의 활주로 자리를 유사시에도 쓸 수 있도록 5·16 광장이라는 형태로 남겨 놓았다. 5.16 광장은 1971년 2월 착공해, 같은 해 9월에 완공됐다. 5.16 광장이란 명칭은 박정희 대통령이 직접 정했다고 한다. 광장은 1971년 10월 1일 국군의 날 행사 때 처음으로 일반인에게 공개됐고, 군 사퍼레이드, 반공 관제 시위가, 1980년대 이후 대통령 취임식, 국풍’81, 이산가족 찾기 만남의 광장 등 굵직한 행사들이 열렸다.
1981년에 이곳에서 국풍’81이 열렸으며, 1984년 5월 6일에는 교황 요한 바오로 2세가 이곳에서 김대건 신부를 비롯한 한국인 순교자 103위를 시성하기도 하였다.

## 볼거리
- 생태연못
- 사모정
- 지당
- 팔각정
- 세종대왕동상
- 야외무대
- 잔디마당
- 태극기 게양대
- 지압보도
- C-47 전시관

## 프로그램 안내
| 프로그램           | 기간           | 시간        | 인원 | 대상               | 내용                           |
| ------------------ | -------------- | ----------- | ---- | ------------------ | ------------------------------ |
| 생태의 숲 관찰교실 | 토요일, 일요일 | 10:00-12:00 | 23명 | 초등학생           | 1.생태의숲 관찰 2.식물관찰     |
| 현미경교실         | 토요일, 일요일 | 10:00-12:00 | 16명 | 초등학교 3학년이상 | 1.현미경 구조설명 2.현미경관찰 |

프로그램은 미리 예약을 할 수 있으며 예약한 후에 이용가능하다.

## 사진

### 시설물 및 조형물

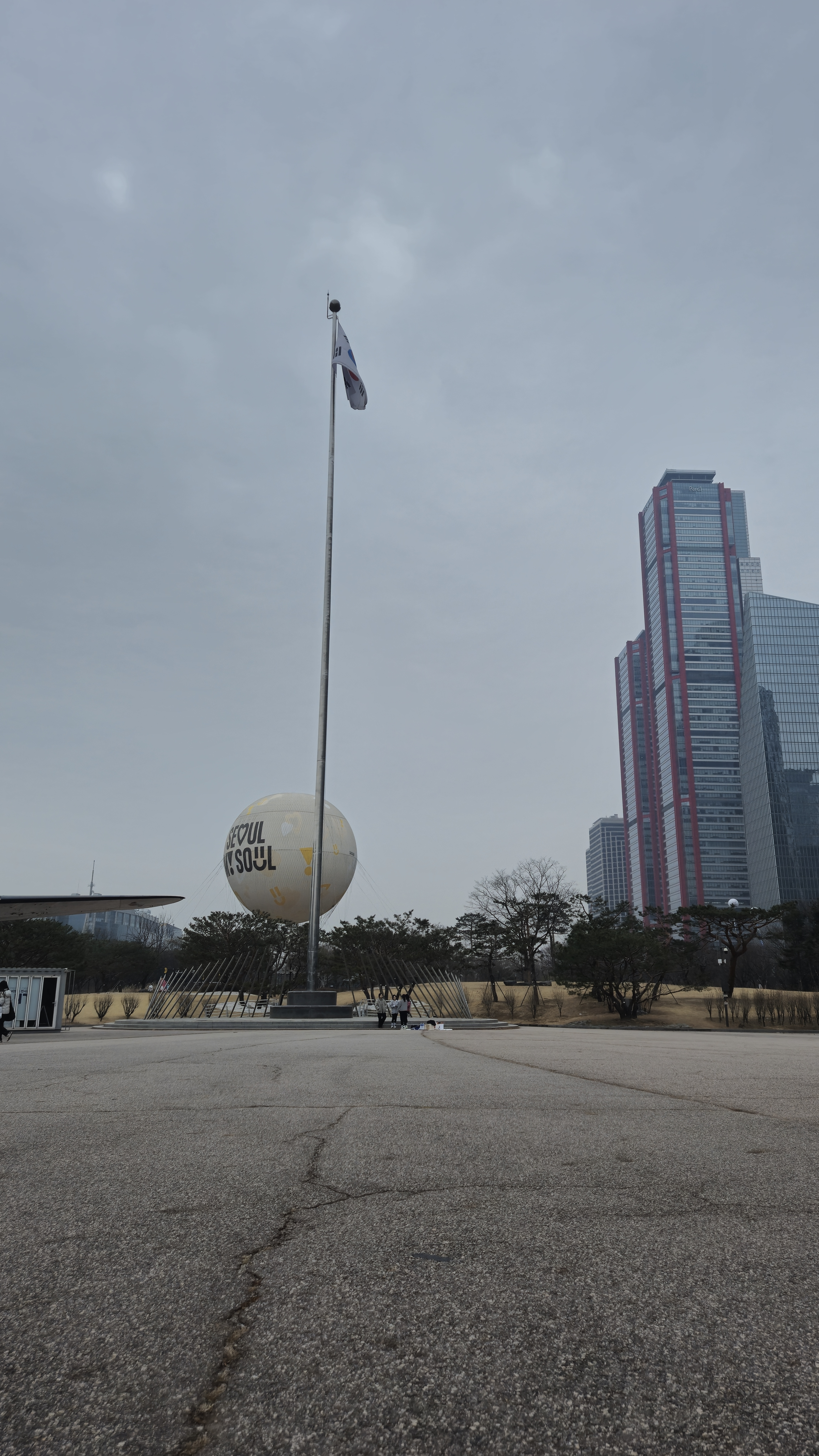
여의도공원 광장
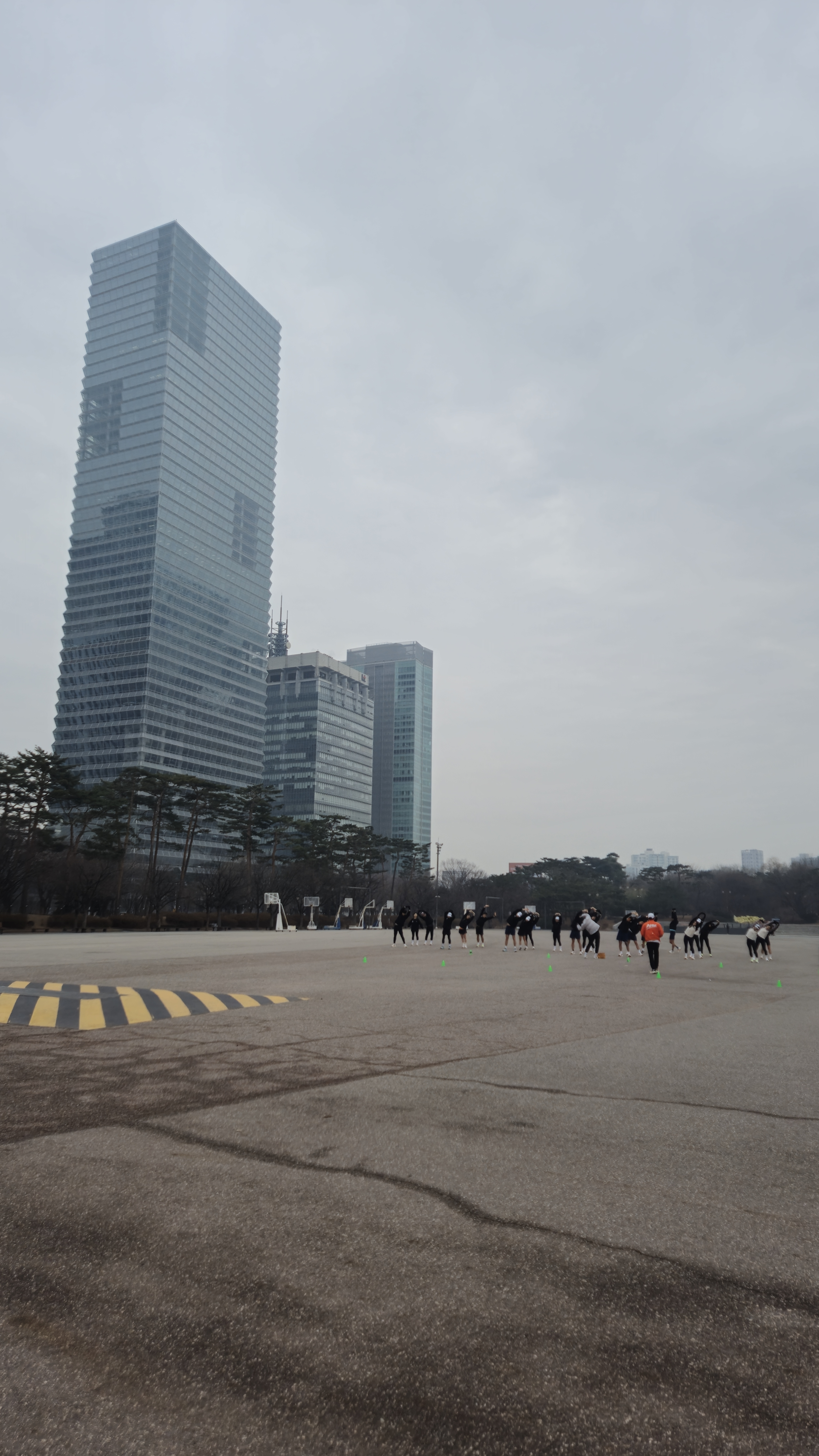
여의도공원 러닝크루
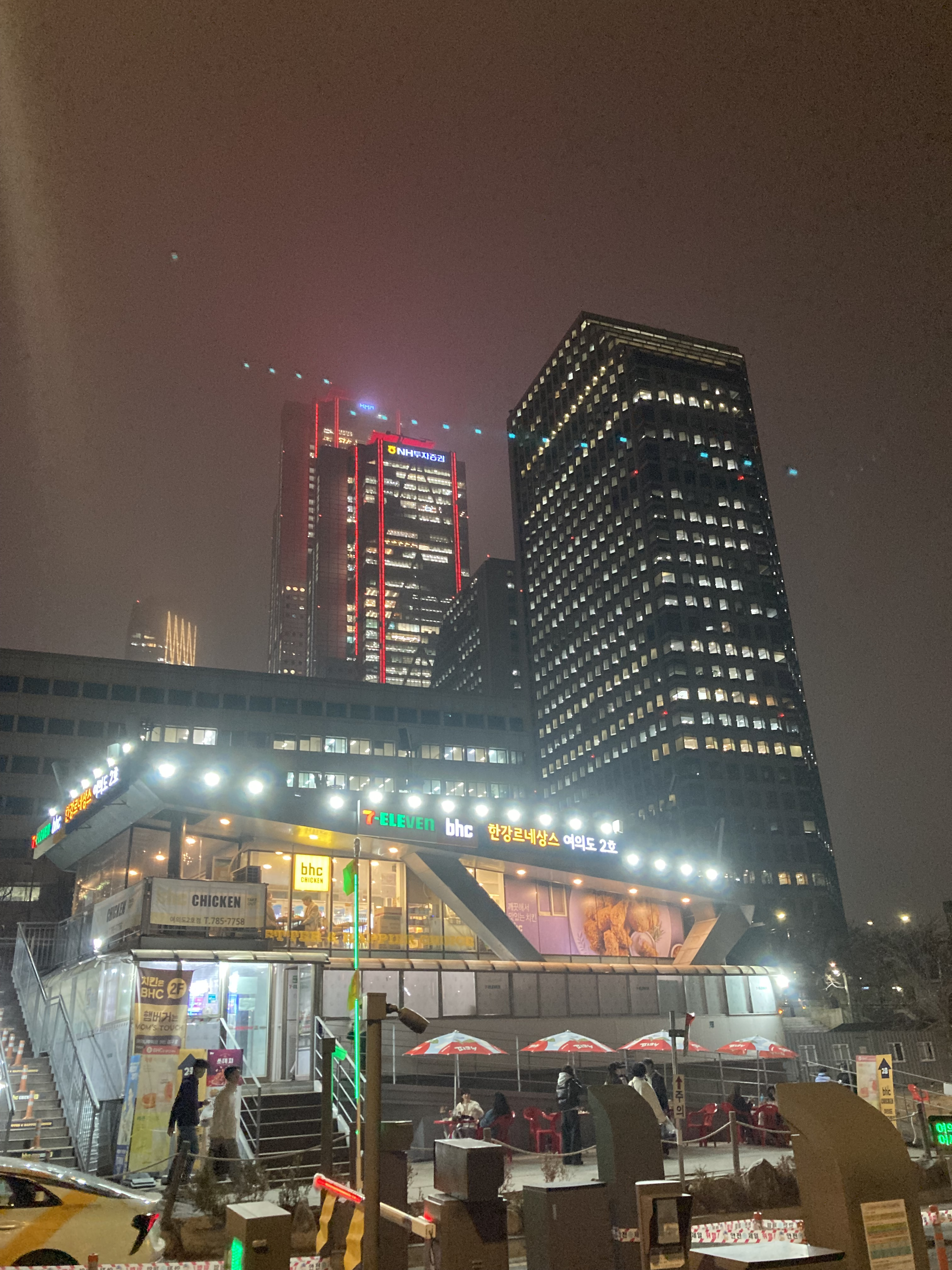
한강르네상스 야경
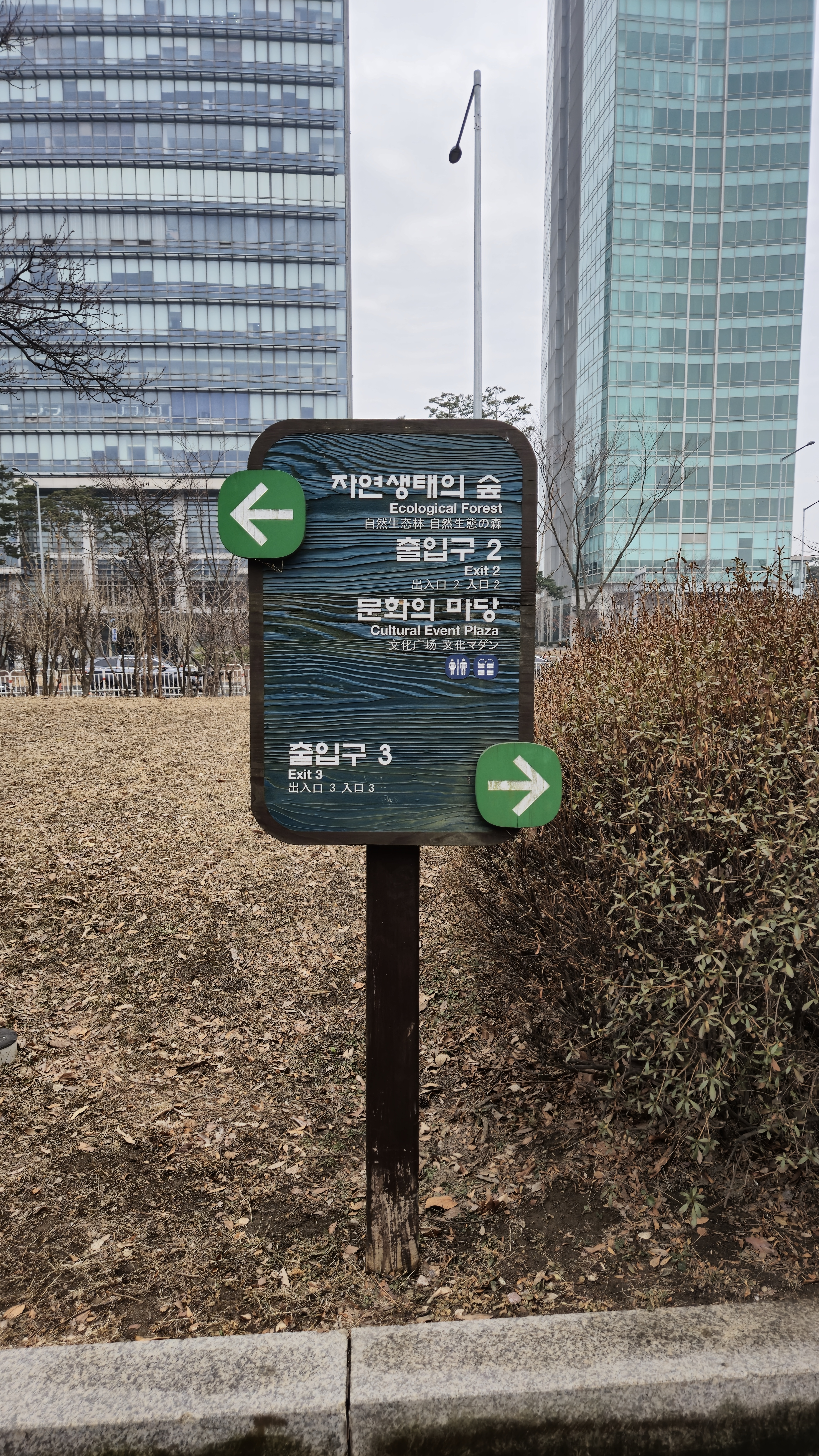
공원표지판
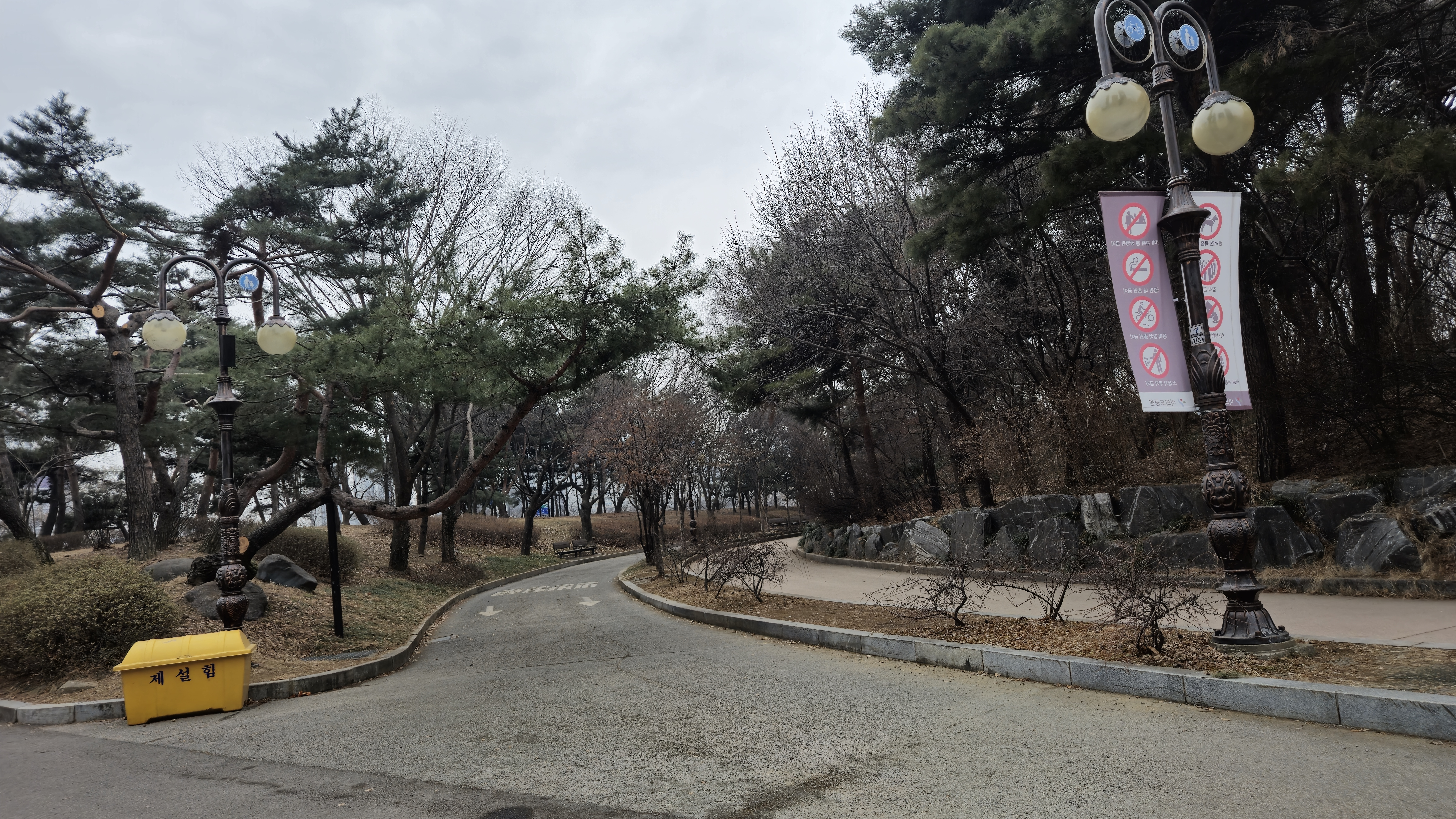
한강공원 산책로
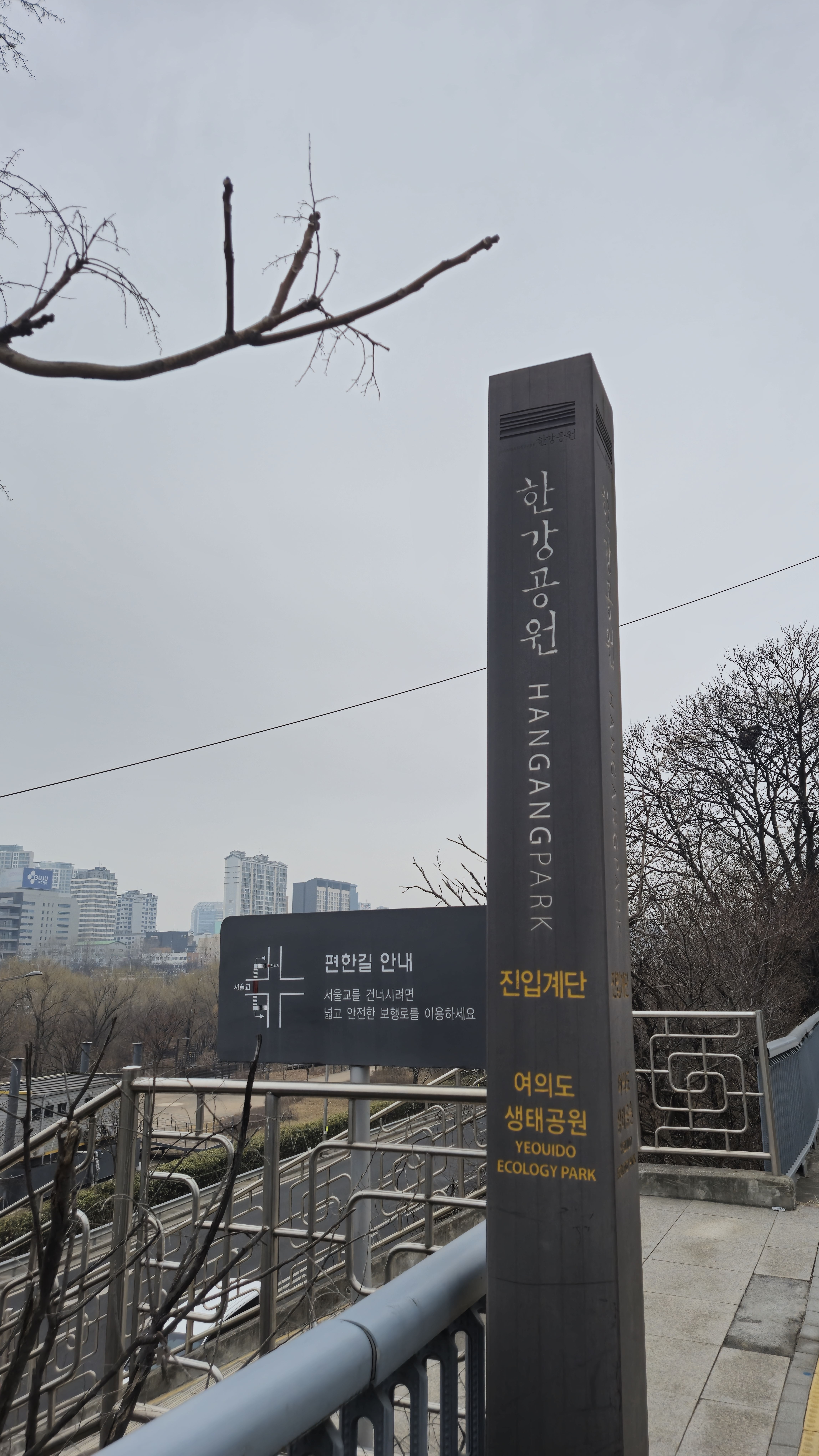
한강공원, 세로 표지판(여의도 주차장 측면)
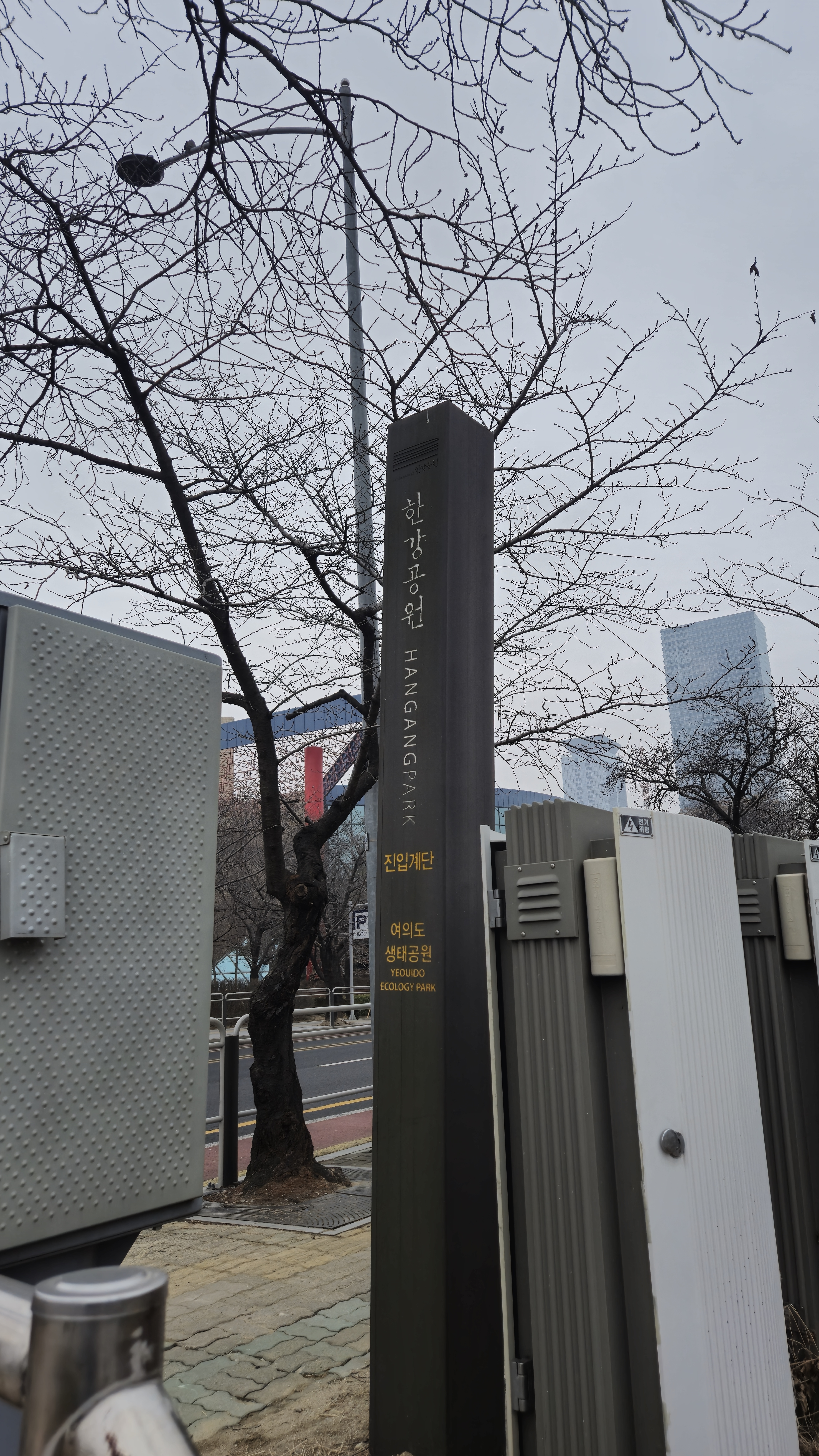
여의공원로 측면 한강공원 안내표지판

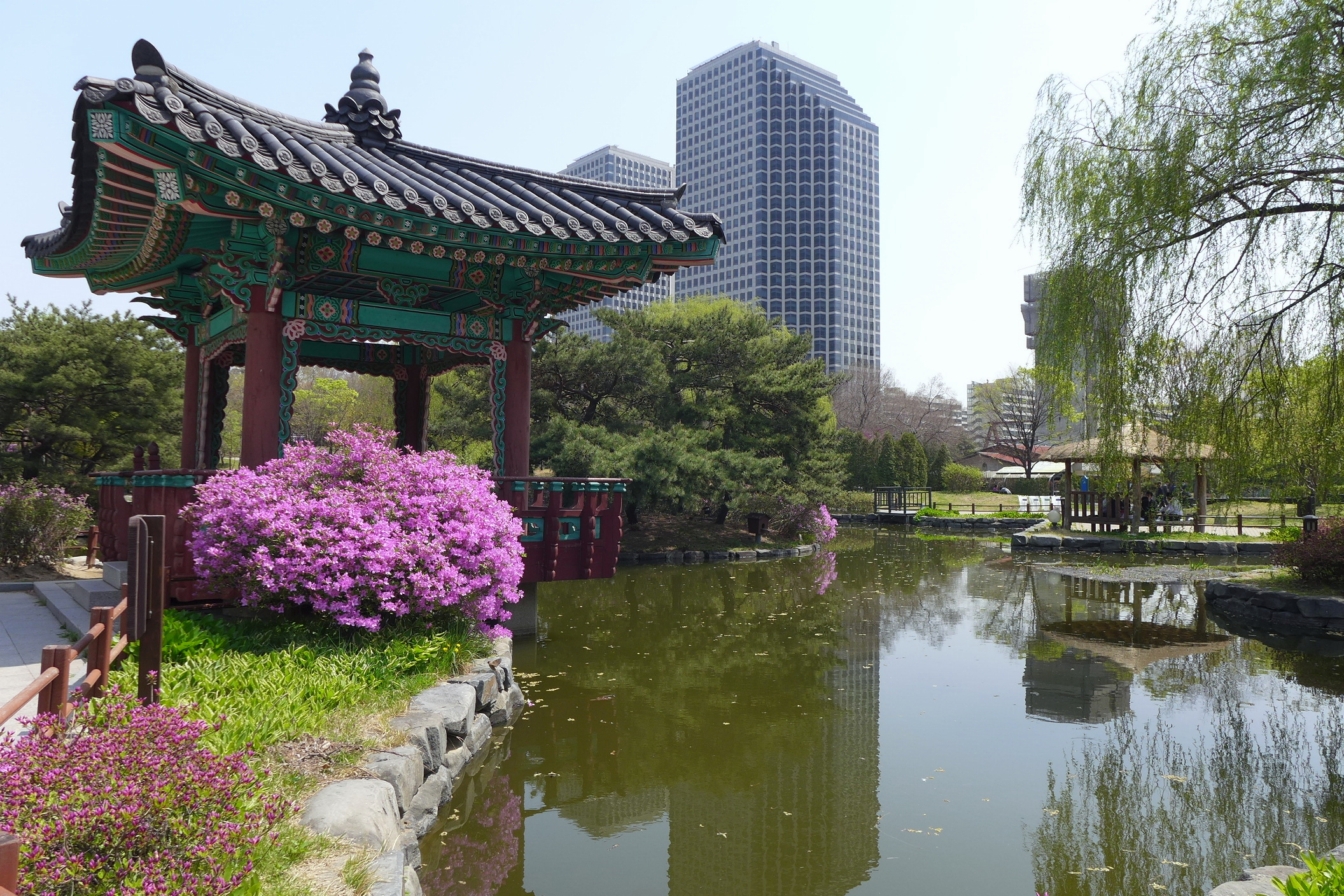
2016년 4월 여의도공원 연못
여의도 자전거대여소
여의도공원 정원
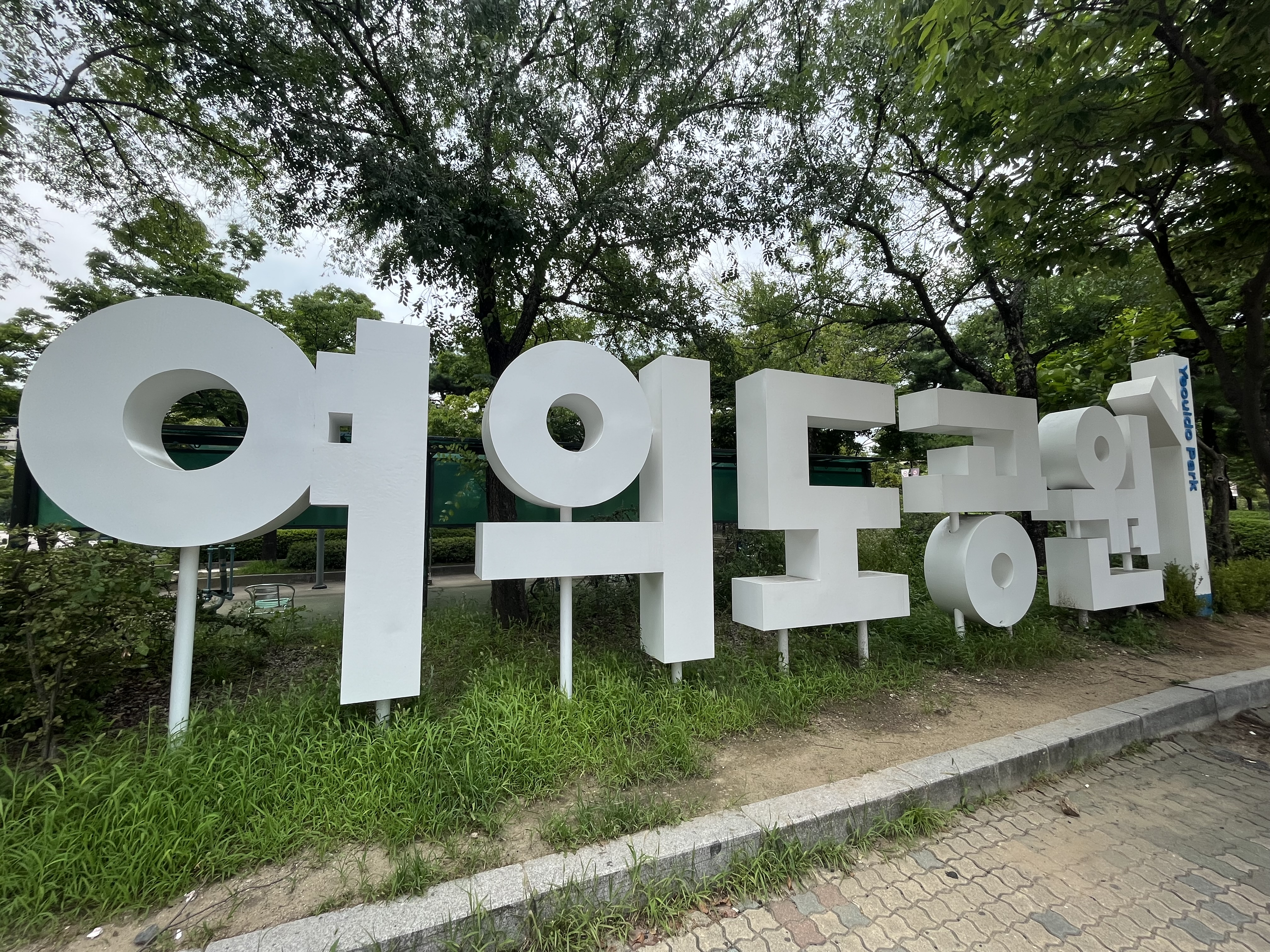
여의도공원 한글명칭간판
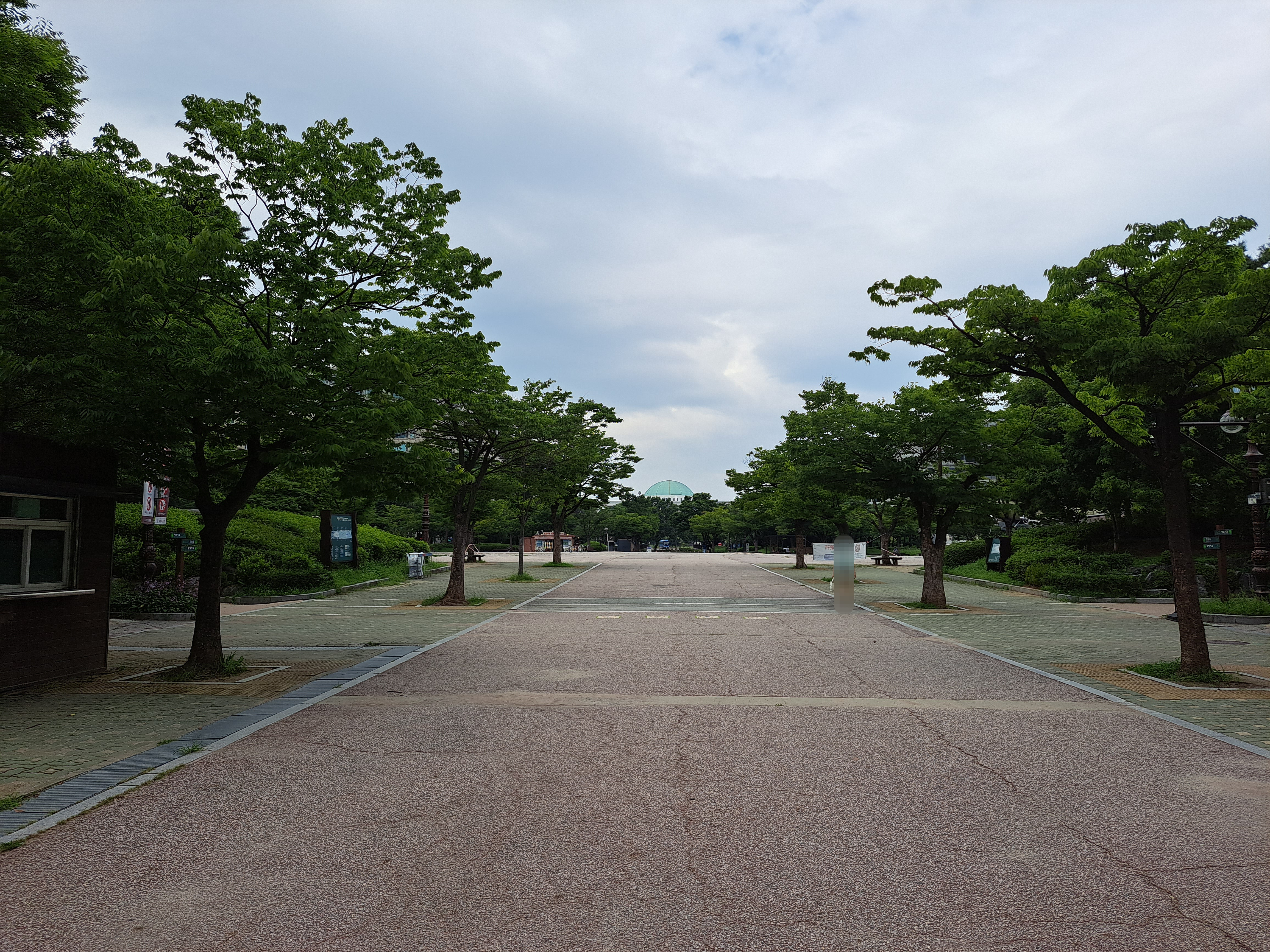
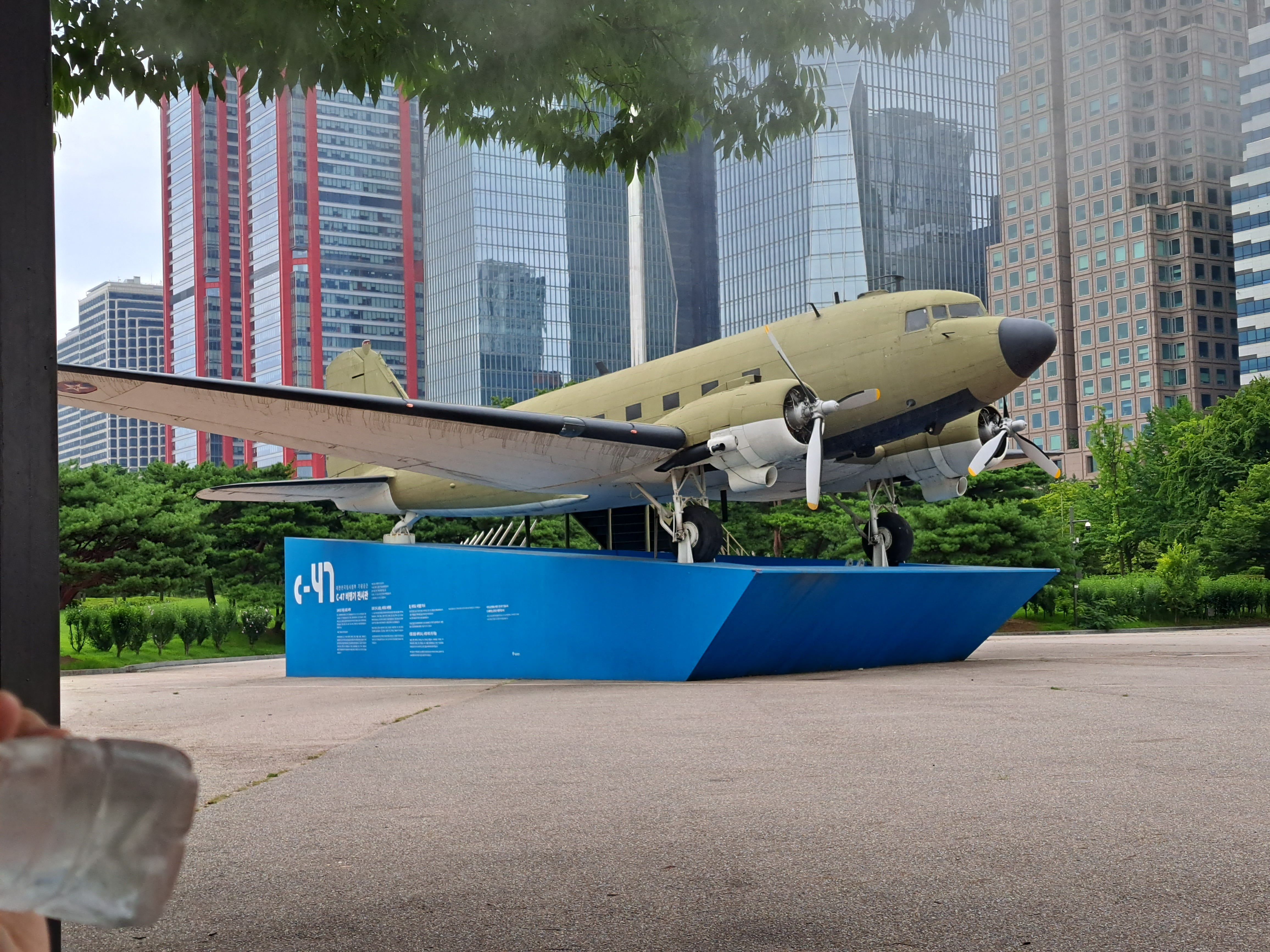
여의도공원 C-47 전시관
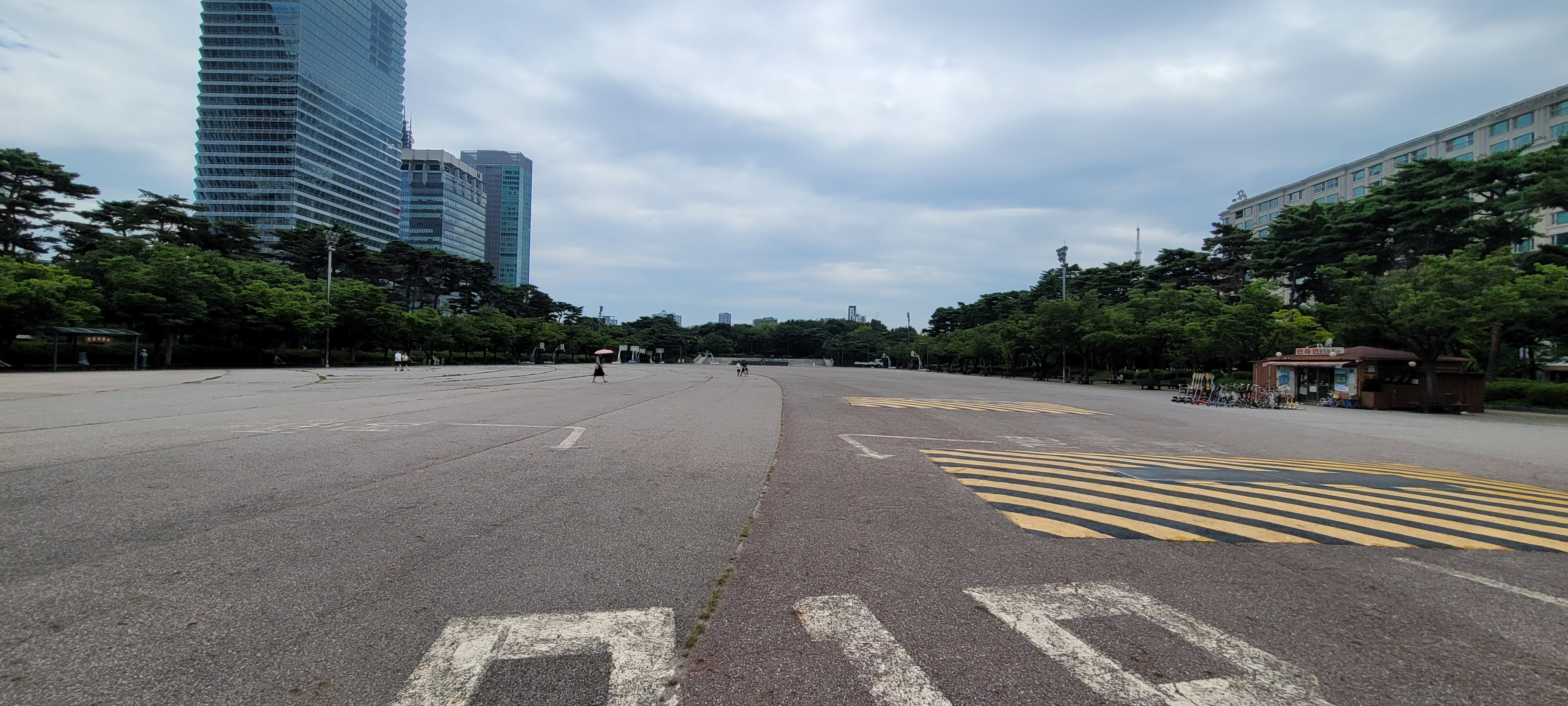
C-47 전시관이 있는 여의도공원 내 광장

## 같이 보기
- 한강공원